# Complete Genomics
Complete Genomics (CG), Mountain View, California, es una empresa de ciencias de la vida que analiza el ADN como servicio comercial. CG ha desarrollado una plataforma comercial de secuenciación de ADN para la secuenciación y el análisis del genoma humano.
En marzo de 2013, Complete Genomics fue adquirida por BGI-Shenzhen, la compañía de servicios de genómica más grande del mundo. BGI es una compañía de 4.000 personas en Shenzhen, Guangdong, China. Ofrece servicios integrales de secuenciación y bioinformática para aplicaciones de ciencias comerciales, médicas, agrícolas y ambientales.
En febrero de 2009, Complete Genomics anunció que había secuenciado su primer genoma humano y dio los resultados a la base de datos del National Center for Biotechnology Information. Luego, en noviembre de 2009, CG publicó datos de secuencia para tres genomas humanos en la revista Science. A finales de 2009, el CG había secuenciado 50 genomas humanos. La compañía ha secuenciado más de 20.000 genomas (2015).
En 2014, una colaboración entre la Universidad Radboud (Países Bajos), el Centro Médico de la Universidad de Maastricht (Países Bajos), la Universidad Central del Sur (China) y Complete Genomics identificó las principales causas de la discapacidad intelectual mediante la secuenciación del genoma completo.